# Лаху (народ)

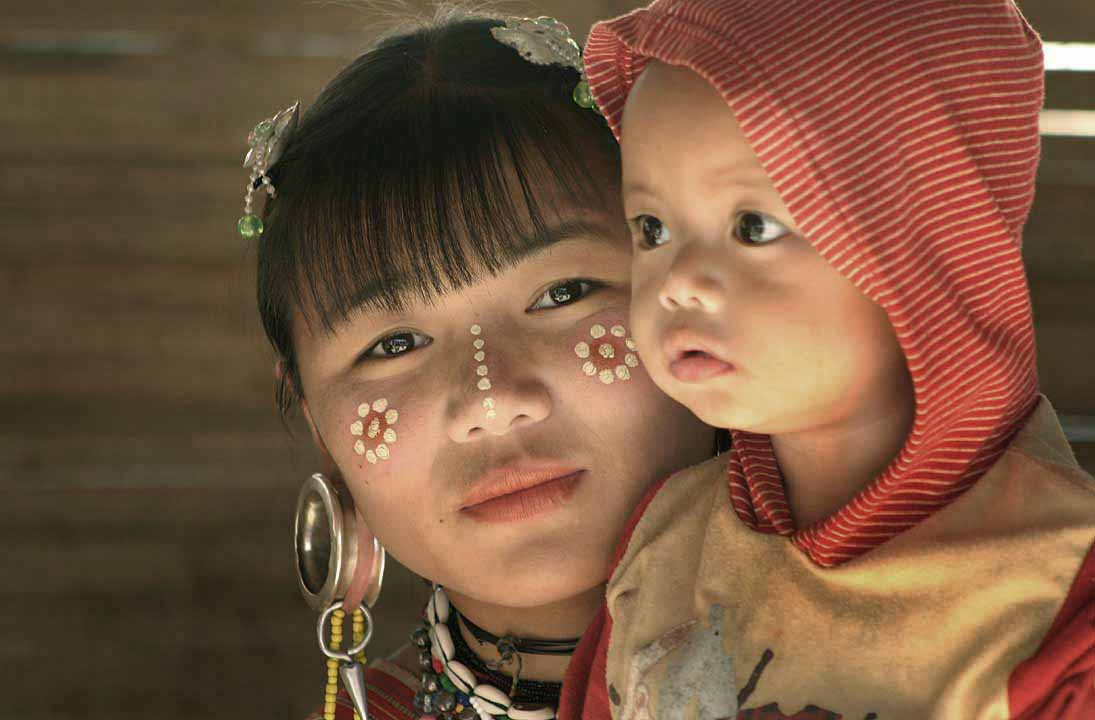
Женщина лаху с ребёнком; Таиланд

Лаху (кит. упр. 拉祜族, пиньинь Lāhùzú; вьет. La Hủ) — народ, живущий на юге Китая (провинция Юньнань), а также в северных районах Вьетнама (провинция Лайтяу), Таиланда, Мьянмы и Лаоса. Входит в 56 официально признанных народов Китая и 54 официально признанных народов Вьетнама. Общая численность около 600 тысяч человек. Язык относится к тибето-бирманской группе сино-тибетской семьи языков.

## История лаху
Для того, чтобы выработать четкое представление об исторической миграции лаху, правительство автономного округа Ланцан Лаху направляло ряд исследовательских групп на поиски миграционных путей в соответствии с названием мест, упомянутых в мифах лаху. Результатом этих исследований стало доказательство того, что данные географические названия существуют в действительности. Следуя этой логике, лаху являются ответвленной частью народа, жившего в местах, расположенных рядом с озером Цинхай, а затем переместились южнее, к реке Хонгха. Было установлено, что Y-хромосомы парагаплогруппы F* особенно распространены среди народа лаху, группы охотников-собирателей, живущих в горах Айлао в Юньнани 

## Быт
Основным занятием в жизни лаху является сочетание сельского хозяйства, собирательства, охоты и рыболовства. Поселения насчитывают по 3—4 дома, которые разбросаны по склонам гор. Жилище свайное, под влиянием соседних народов распространяются наземные дома. Главный праздник — Новый год, который отмечается в ноябре, после сбора кукурузы.

## Семья и гендерные вопросы
Семья малая, патрилокальная. В связи с тем, что некоторая часть лаху исповедует буддизм, многие ученые признают неоднозначные и противоречивые представления женщин и женственности у данного народа, так, например, феномен, описанный с помощью различных
терминов, в том числе «андрогинность», и «аскетическое женоненавистничество».
Помимо общей оценки буддийской гендерной идеологии, исследования также
демонстрируют большое разнообразие позиций женщин в разных традиций в рамках
религии. Развиваются ассоциации, которые связывают женщин с безнравственностью, осквернением, соблазнением, ложью.
Кроме всего прочего, представители лаху в Бирме с момента обретения ею независимости образовывали одну из главных сепаратистских группировок.

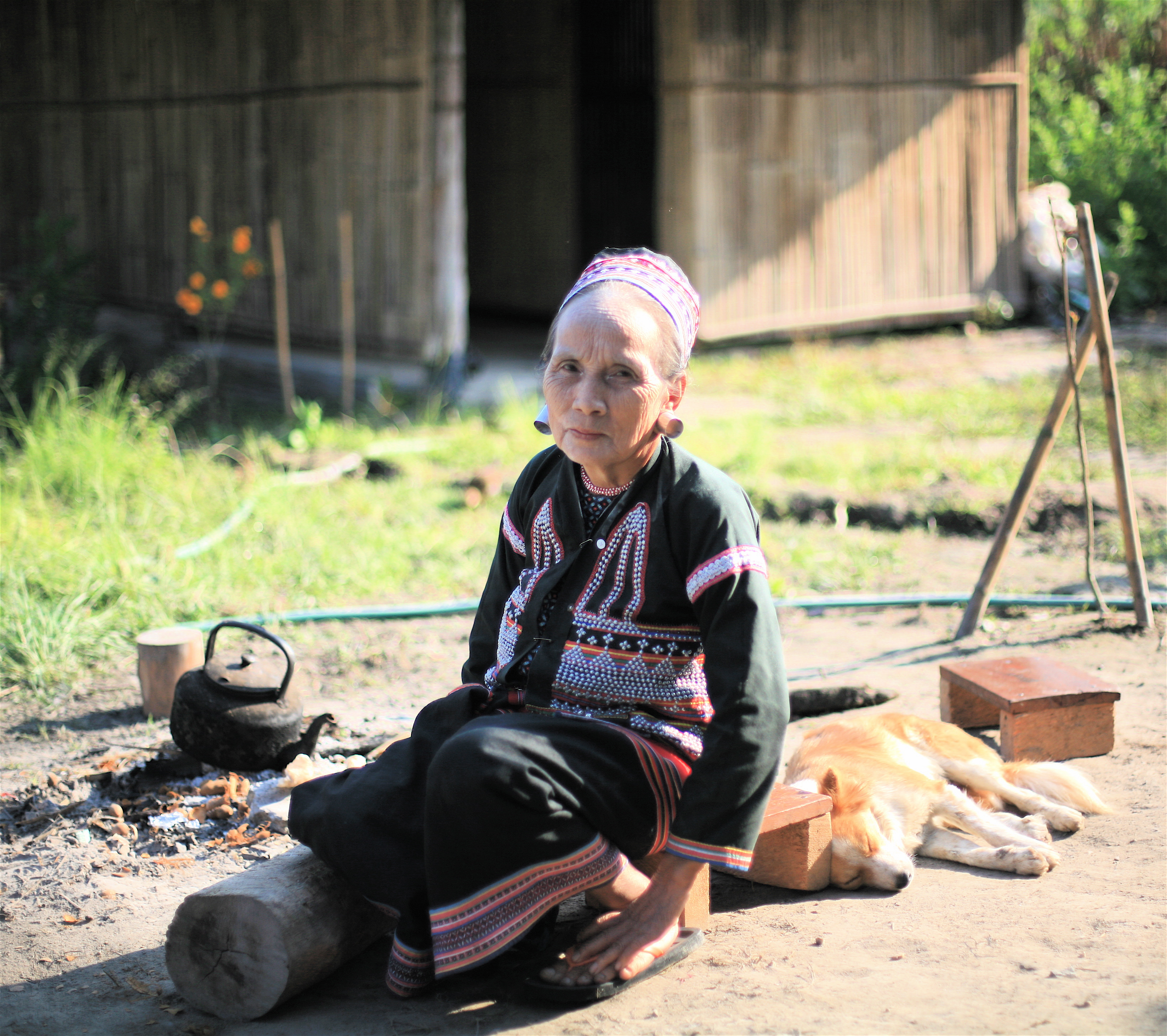
Женщина лаху в национальном костюме
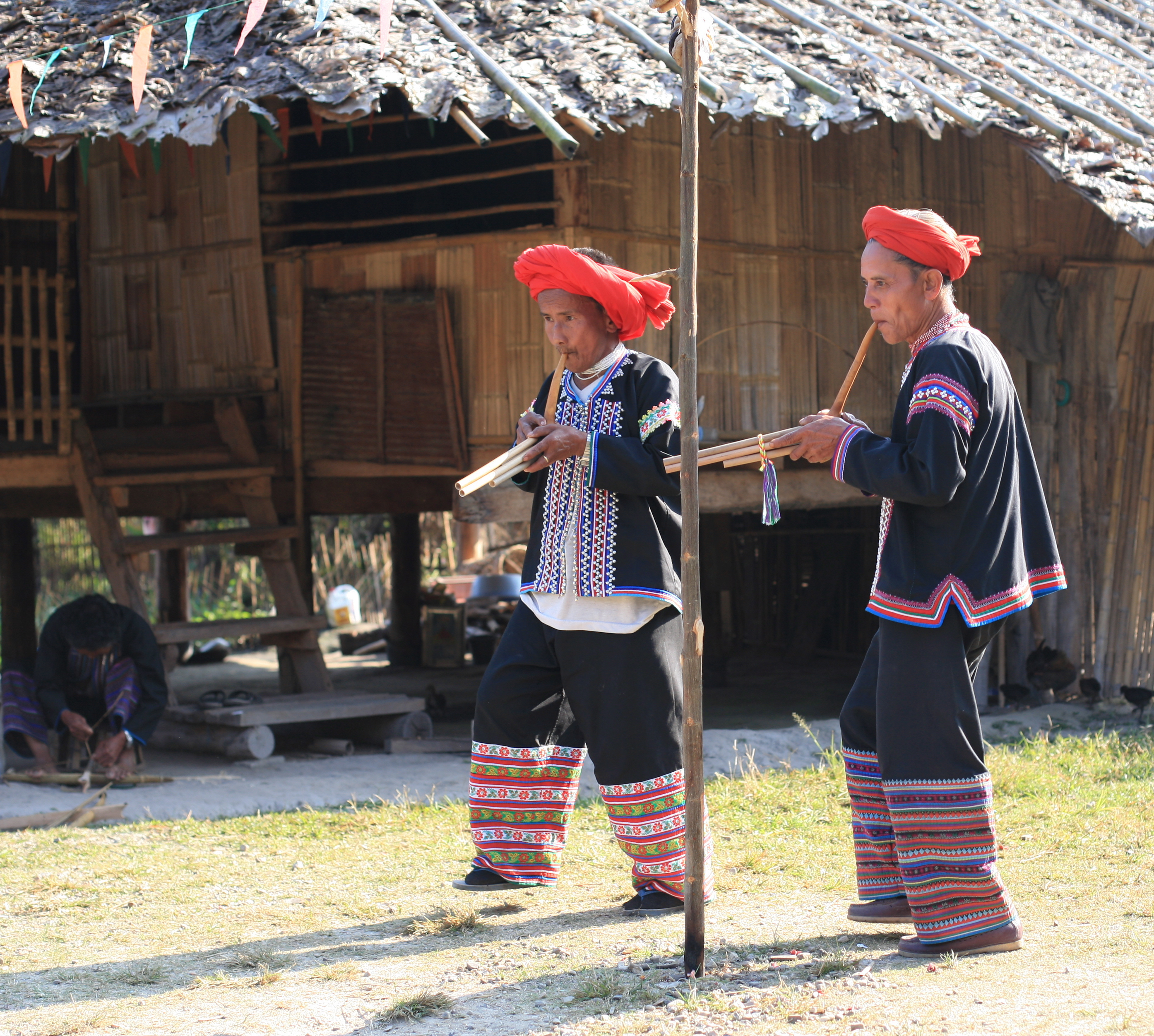
Мужчины лаху в традиционных костюмах играющие на флейтах

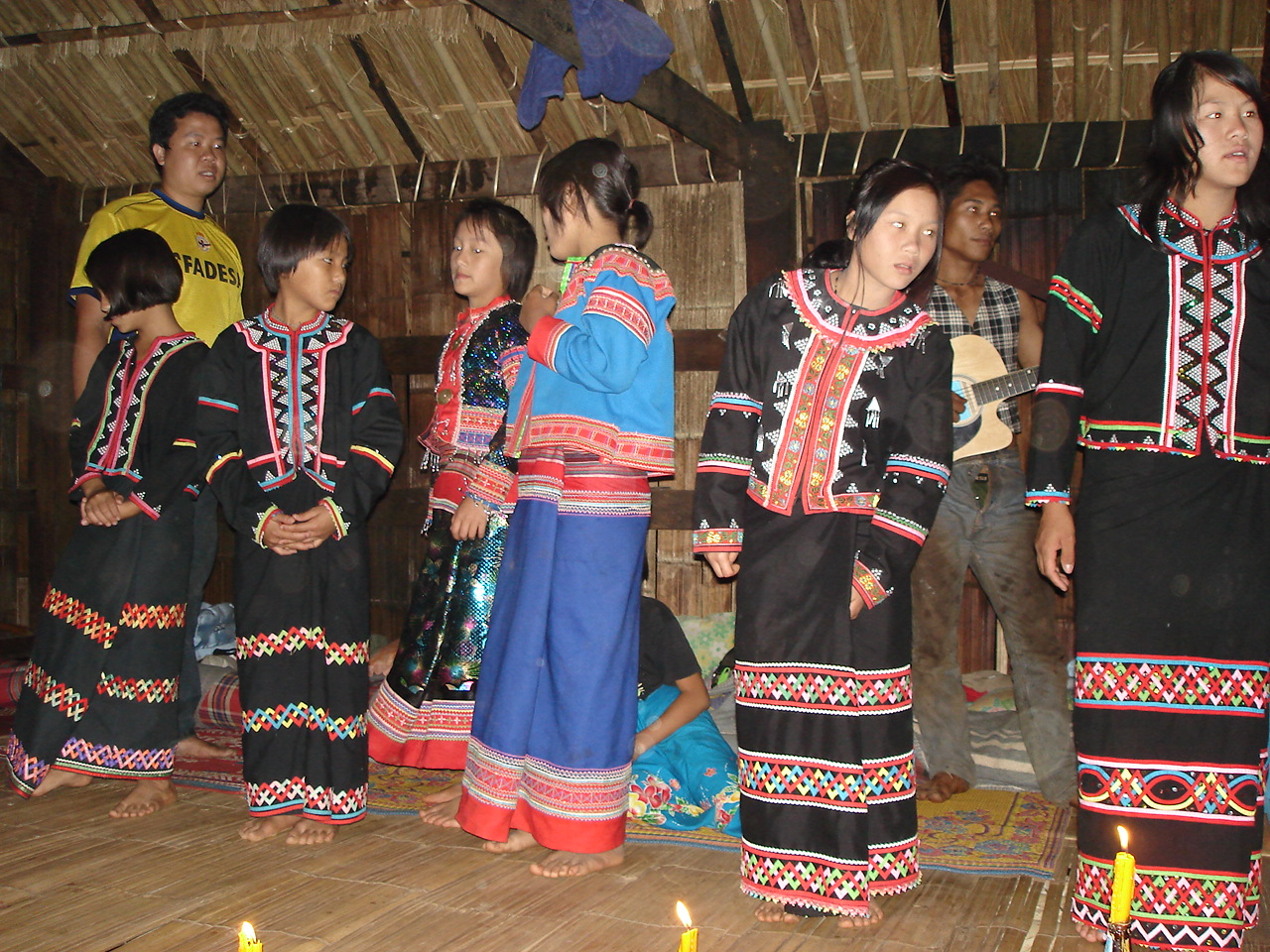
Девочки лаху в национальных костюмах
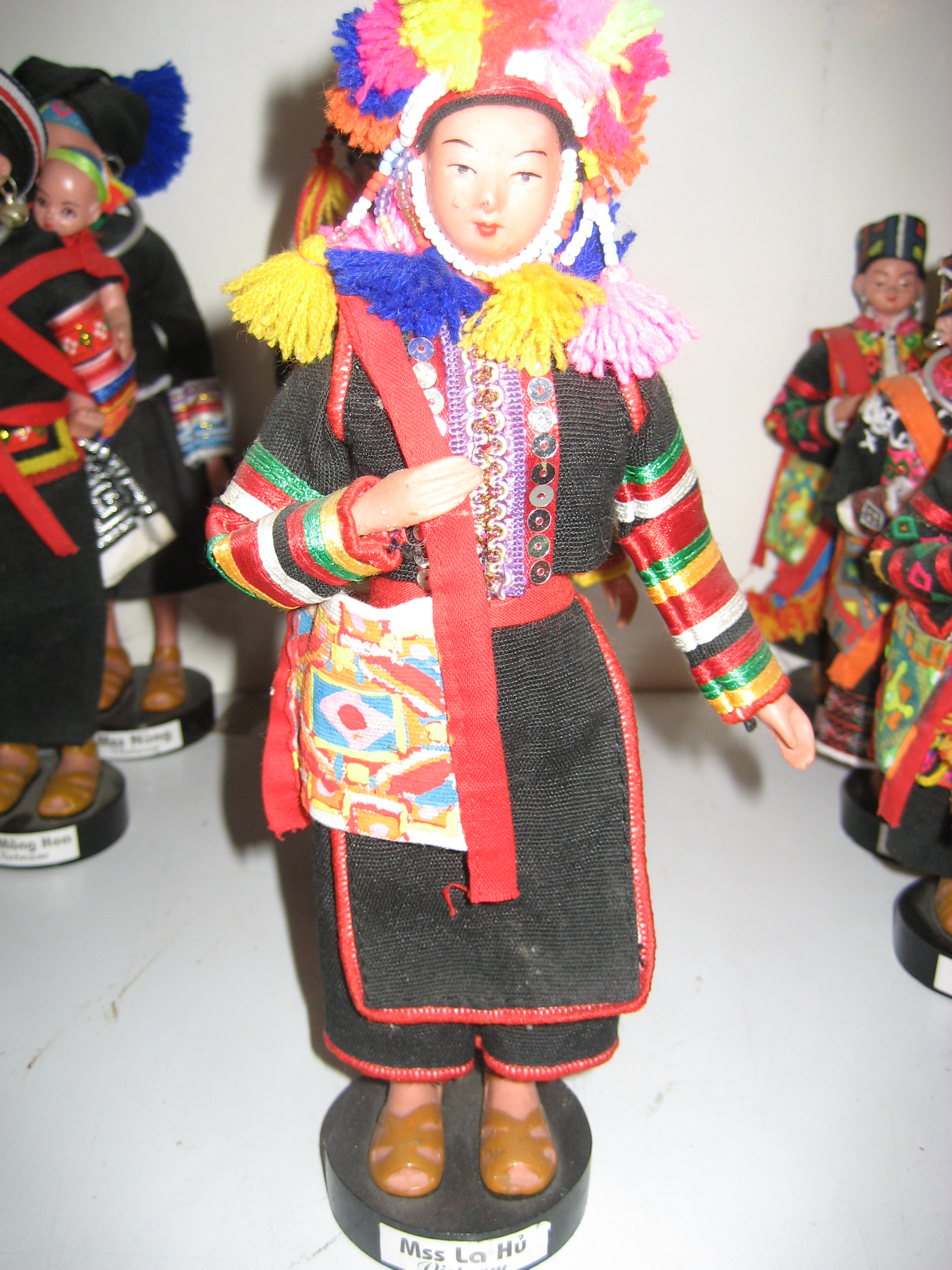
Кукла народа лаху, Вьетнам